# Приллимяэ

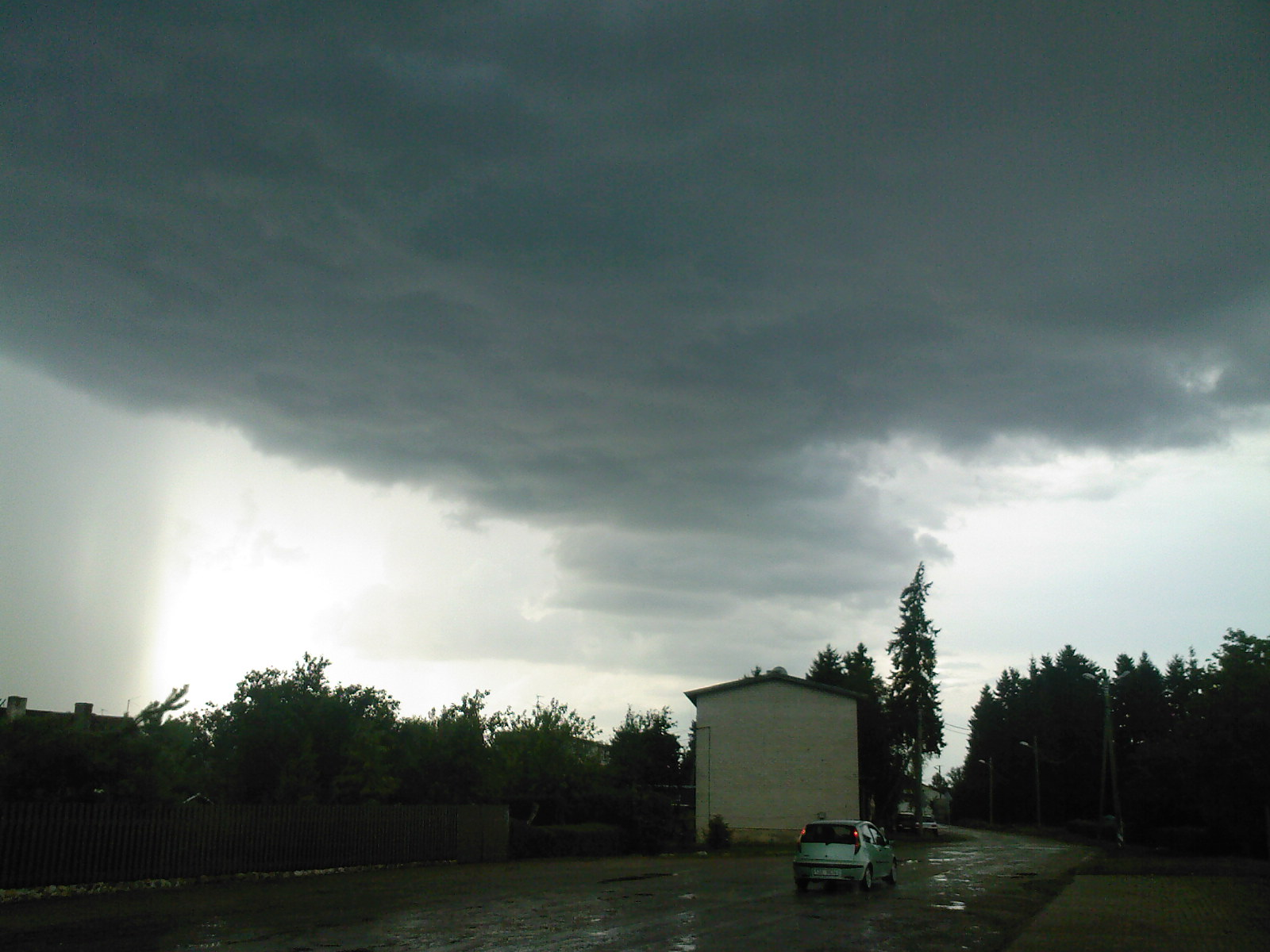
Гроза в Приллимяэ

При́ллимяэ (эст. Prillimäe) — посёлок в волости Кохила уезда Рапламаа, Эстония. 

## География и описание
Расположен 3 километрах восточнее волостного центра — посёлка Кохила, в километре от шоссе Таллин—Тюри—Вильянди. Высота над уровнем моря — 67 метров.
Официальный язык — эстонский. Почтовый индекс — 79702.

## Население
По данным переписи населения 2011 года, в посёлке проживали 366 человек, из них 279 (76,2 %) — эстонцы.
По данным переписи населения 2021 года, в посёлке насчитывался 331 житель, из них 256 (77,6 %) — эстонцы.
Численность населения посёлка Приллимяэ по данным переписей населения:
| Год  | 1959 | 1970  | 1979 | 1989  | 2000  | 2011  | 2021  |
| ---- | ---- | ----- | ---- | ----- | ----- | ----- | ----- |
| Чел. | 181  | ↗ 249 | ↗461 | ↗ 563 | ↘ 411 | ↘ 366 | ↘ 331 |

## История
Посёлок получил своё название от хутора Приллимяэ, на землях которого в 1937 году была построена пушная звероферма. Первые чернобурые лисицы и голубые песцы были завезены в хозяйство в 1939 году. В декабре 1940 года на базе фермы был создан звероводческий совхоз (в настоящее время не существует).

## Инфраструктура
В Приллимяэ есть детский сад, магазин, автосвалка, завод тракторных запчастей и предприятие по пошиву сумок.